# アムトラック・カリフォルニア
アムトラック・カリフォルニア（英語: Amtrak California、報告記号: CDTX）は、アメリカ合衆国カリフォルニア州が交通局 (Caltrans) 鉄道部を通じて財政的援助をしている州内のアムトラック2路線、パシフィック・サーフライナーとサン・ホアキンに対して付けられたブランド名である。また、外部企業に運行を委託している連絡バスアムトラック・スルーウェイにもこのブランドが使われている。列車の運行とそれに伴う業務を行っているのはアムトラックであり、"アムトラック・カリフォルニア"という名前の組織あるいはそれに相当するような組織は存在しない。Caltrans鉄道部の所在地はサクラメント。
キャピトル・コリドーもCaltransを通じて州の財政的援助を受けており、サン・ホアキンと共通運用で"Amtrak California"と書かれた車両で運行されているが、このブランドには属していない。この列車はキャピトル・コリドー広域行政組織(The Capitol Corridor Joint Powers Authority, CCJPA)の監督下にあり、実務はBART (サンフランシスコ湾岸高速鉄道)の職員が行っている。
なお、2013年の報告によればカリフォルニア州をはじめとして19の州または広域組織がアムトラックの29の路線に対し何らかの援助を行っている。

## 歴史
1976年、カリフォルニア州は州内の交通事情を改善するためにアムトラックに財政的な援助を始め、援助対象の路線の監督のために交通局の下に鉄道部を設けた。
1991年、カリフォルニア州は鉄道整備に重点を置いた30億ドルの予算を通して新しい機関車と客車を購入し、都市間ルートを拡大するとともに新たにキャピトル・コリドーの運行を開始した。他のアムトラックの車両とは異なる塗装もこのときに始まる。それ以後、駅施設、車両、軌道、信号システムの整備、改善などに関して継続的な援助を行っている。
1998年、キャピトル・コリドーはより地域に密着したシステムにするためにキャピトル・コリドー広域行政組織の監督下に移った。

## 車両

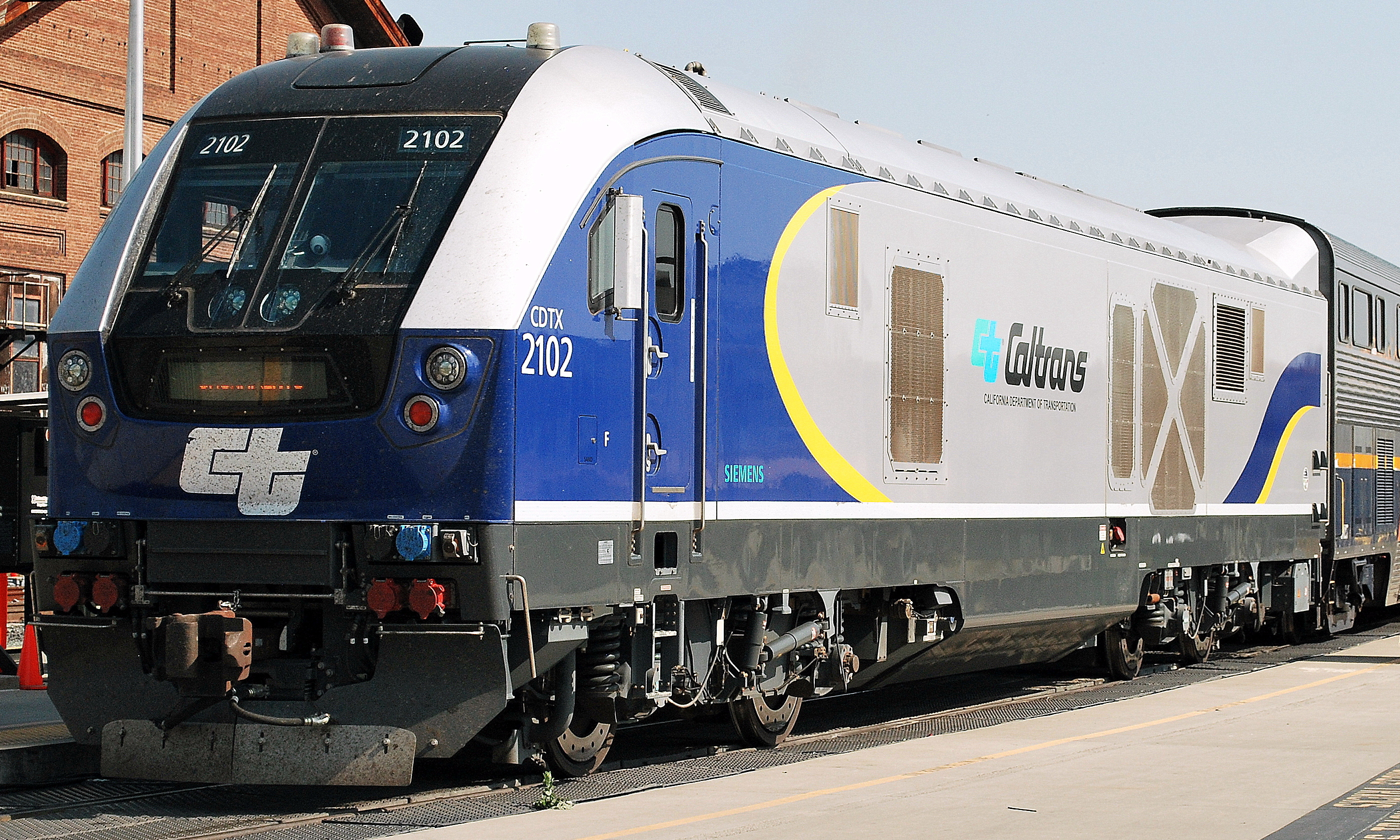
新型機関車 シーメンス・チャージャー

アムトラック・カリフォルニアの路線で使われるほとんどの車両はCaltransの所有であり、車体側面には"CDTX"の報告記号が付けられている。
キャピトル・コリドーを含む3ルートの列車は通常4両から6両の客車とディーゼル機関車1両で編成される。機関車とは反対側の端の客車は運転席が設けられたいわゆるキャブカーになっていてプッシュプル方式で運転される。

### 機関車
キャピトル・コリドーとサン・ホアキンで使用される機関車はEMD F59PHIとGE B32-8BWHである。パシフィック・サーフライナーでもEMD F59PHIが使用されるが、こちらはアムトラックの所有である。しかし、ときにはGE P42DCのようなアムトラック所有の機関車がアムトラック・カリフォルニアの路線で使用されたり、逆にコースト・スターライトやカリフォルニア・ゼファーにCaltransの車両が使われることもある。
2014年Caltransはイリノイ州と共同で新型機関車チャージャー32両をシーメンスに発注した。機関車は同社のサクラメント工場で製造され、2017年から営業運転に投入された。

### 客車
各客車にはそれぞれカリフォルニア州内の山・川・谷・湾の名前が付けられている。ときには車両の保守や運行の都合でアムトラックのコーチやダイナーが連結されることもある。

#### カリフォルニア・カー
| 併用軌道上を走るカリフォルニア・カーオークランド・ジャック・ロンドン・スクエア駅付近にて 2011年  |  | 手荷物スペースが設けられた乗降ドア付近 2012年 |
| 併用軌道上を走るカリフォルニア・カー オークランド・ジャック・ロンドン・スクエア駅付近にて 2011年 |  | 手荷物スペースが設けられた乗降ドア付近 2012年 |

カリフォルニア・カー(California Car)はアムトラックの2階建て客車、スーパーライナーを基本に座席数を増やすなど使用線区の実情に合わせた設計変更を行った車両である。1990年代中頃に導入された。スーパーライナーとの大きな違いは客用ドアと階段で、スーパーライナーが片側1箇所の手動ドアで二階客室に上がる階段が折れ曲がり階段なのに対してカリフォルニア・カーでは片側2箇所の自動ドアと二つの直線階段になっており、乗降時間の短縮に役立っている。それに加え、カリフォルニア・カーには自転車ラックが設けられていて特に荷造りをしなくても自転車が持ち込める。またスーパーライナーの最高速度が100 mph (160 km/h)なのに対し、カリフォルニア・カーは最高速度125 mph (201 km/h)まで対応している。サン・ホアキンとキャピトル・コリドーで使用されている。

#### サーフライナー

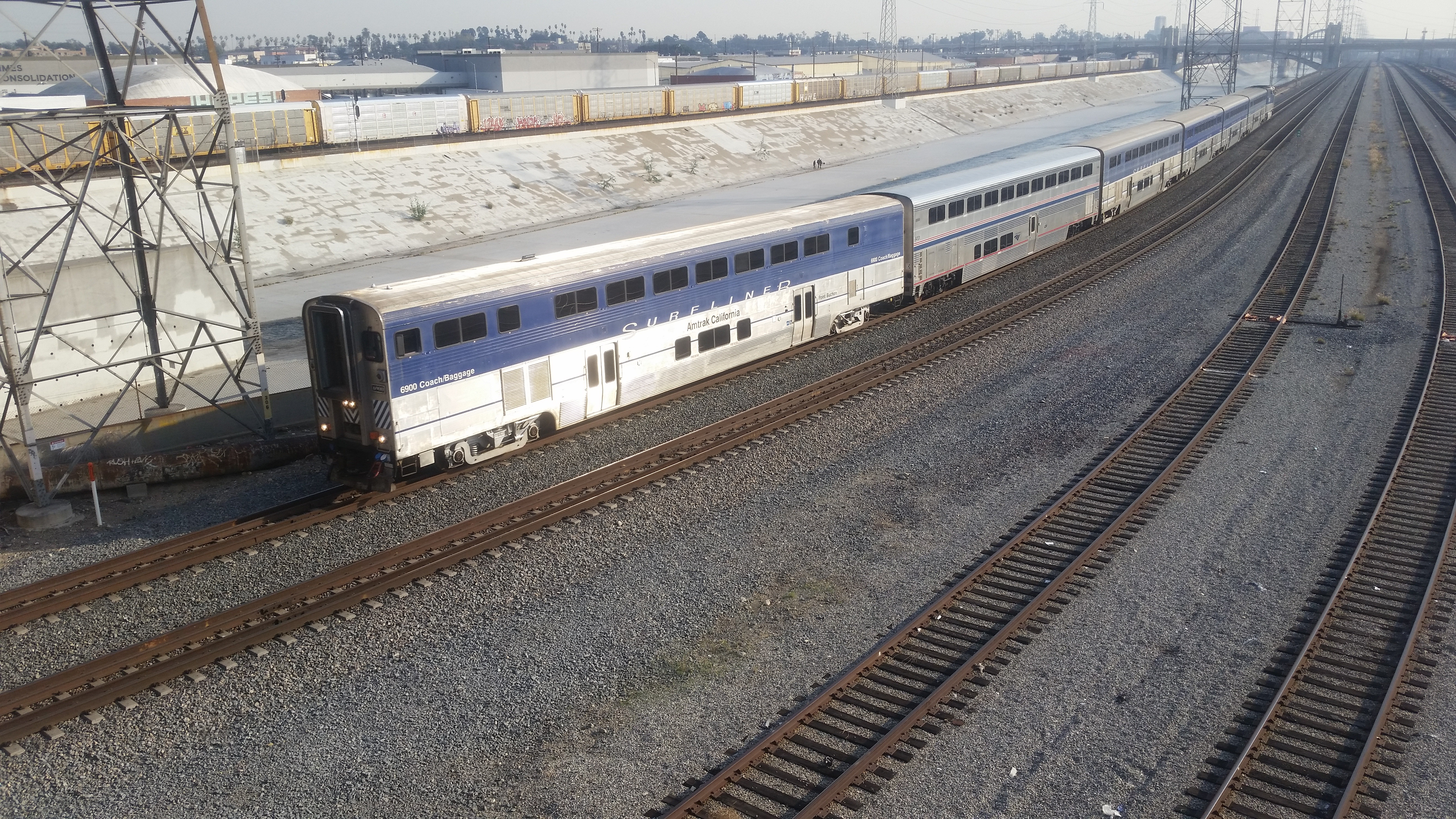
ロサンゼルス・ユニオン駅へ向かうサーフライナー（先頭および3両目以降）とスーパーライナー（2両目） 2015年

サーフライナー(Surfliner)は2000年代前半に導入された第二世代の車両でカリフォルニア・カーの特徴をそのまま受け継いでいる。カリフォルニア・カーからの相違点は、便所のうち1箇所の1階から2階への移設、各席への旅客用コンセントの設置、制御車への荷物室の新設などがある。最初にパシフィック・サーフライナー用としてアムトラックが導入し、後にCaltransもこの車両を導入した。キャピトル・コリドーを含む3路線で使用されている。

#### スーパーライナー I
2007年にCaltransはアムトラックから破損した7両のスーパーライナー IをCaltransの負担で修理する条件で6年契約で借用した。4両はキャピトル・コリドーとサン・ホアキン向け、3両はパシフィック・サーフライナー向けである。自動ドアを装備していないので駅での乗降は隣の車両から行うことになる。

#### コメット・カー IB

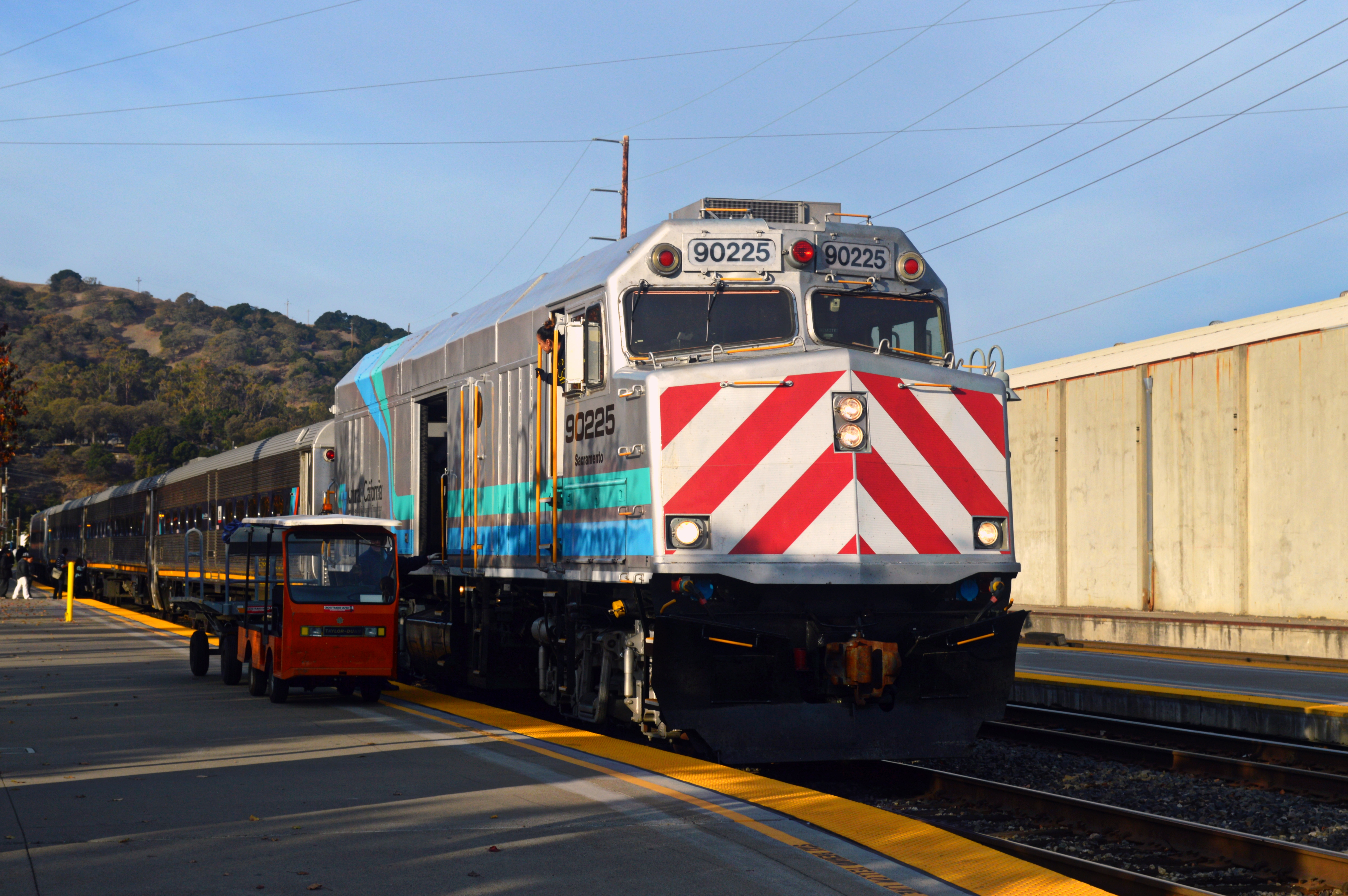
コメット・カー（後方）と制御車兼荷物車に改造されたF40PH（先頭）
2013年

2008年にCaltransはサン・ホアキン用にニュージャージー・トランジット(NJT)から14両のコメット IB(Comet IB)を買い入れた。この車両は元は1960年代末にペン・セントラル鉄道向けに製造された平屋構造の電車で、後にNJTによって客車に改造されたものである。座席の交換やトイレの設置など路線の実情に合わせた改造をほどこした上で2013年から運用がはじまっている。この車両による編成は後部にアムトラックから借用した"無動力制御車"を連結している。これはEMD F40PH機関車の動力部を取り払って制御車兼荷物車の合造車に改造したもので、"Non-powered Control Unit"(NPCU, 通称"cab-baggage car"あるいは"cabbage")と呼ばれる。そのため、この編成は前後両端に機関車を連結しているように見える。

#### 新型車両

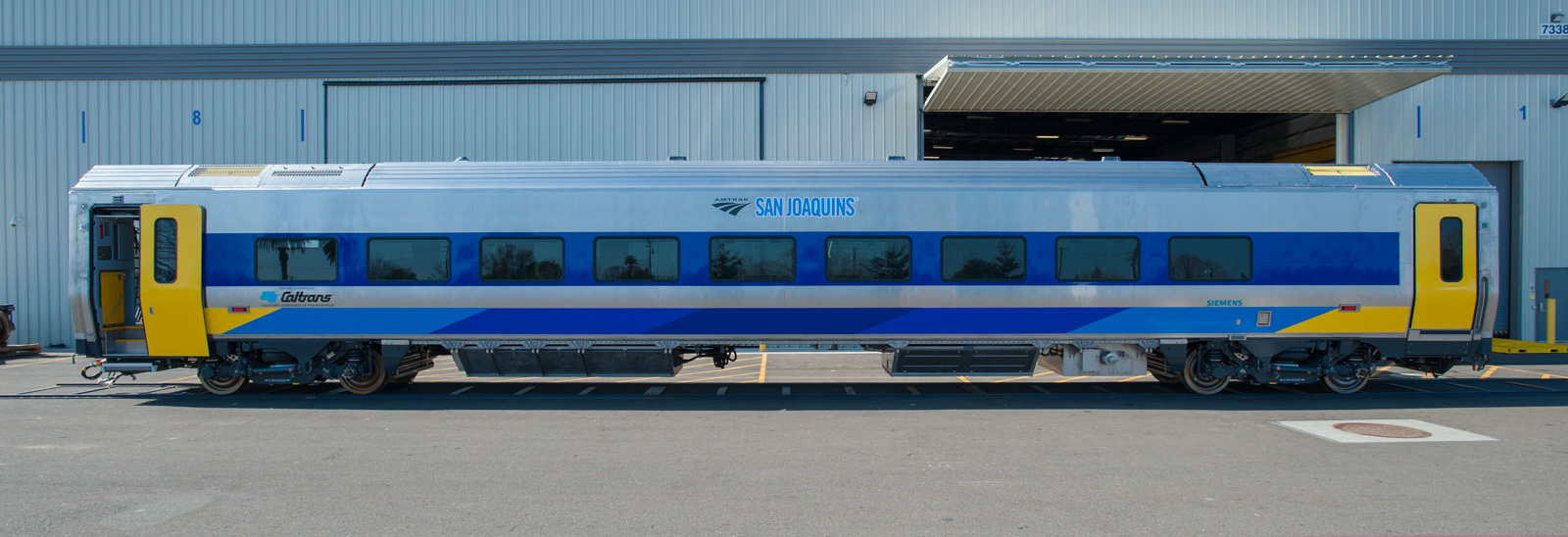
サン・ホアキン用新型客車　2020年

2013年11月2日、Caltransはイリノイ州、ミシガン州、ミズーリ州の各交通局との共同プロジェクトの契約窓口として日本車輌製造に130両の客車を発注した。そのうち42両がカリフォルニア向けである。車両はイリノイ州ロシェルで製造され、2015年末から引き渡しが始まる予定であった。既存のカリフォルニア・カーを元にしてそれに大きな改良を加えた2階建て車輌になる予定であったが、様々な問題が重なり最終的に製造が断念された。これは同社が米国での鉄道車両製造から撤退する原因にもなった。この代替として、シーメンスが製造する1階建て客車CALIDOT（Venture）が導入される予定である。

### 塗装

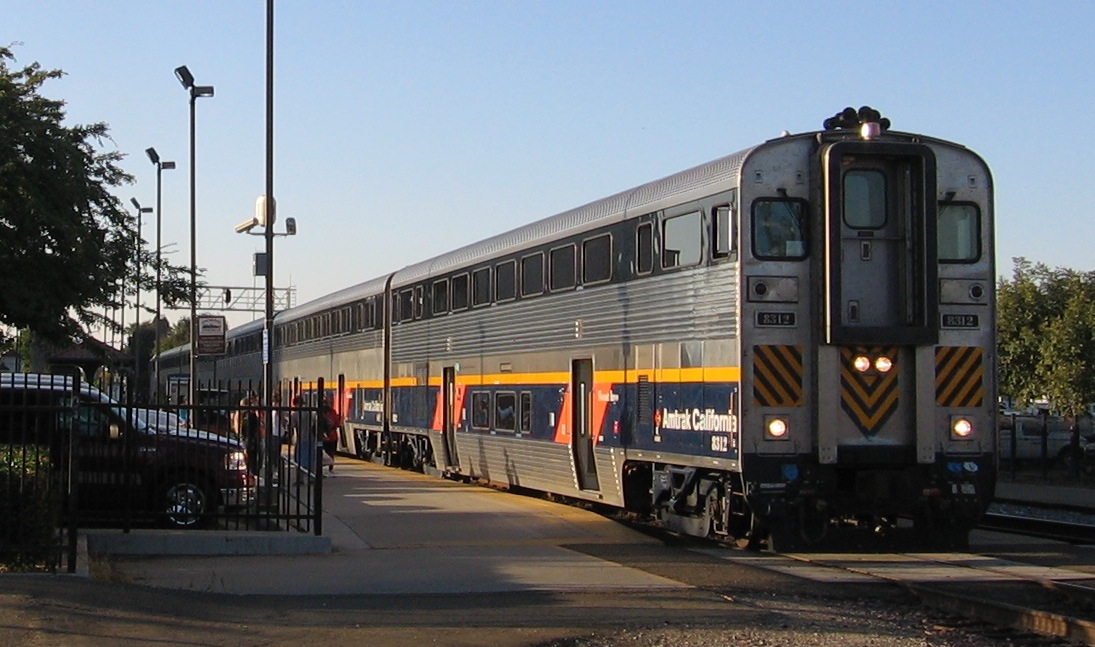
キャブカーを先頭にしたサン・ホアキン
フレズノ駅にて 2012年

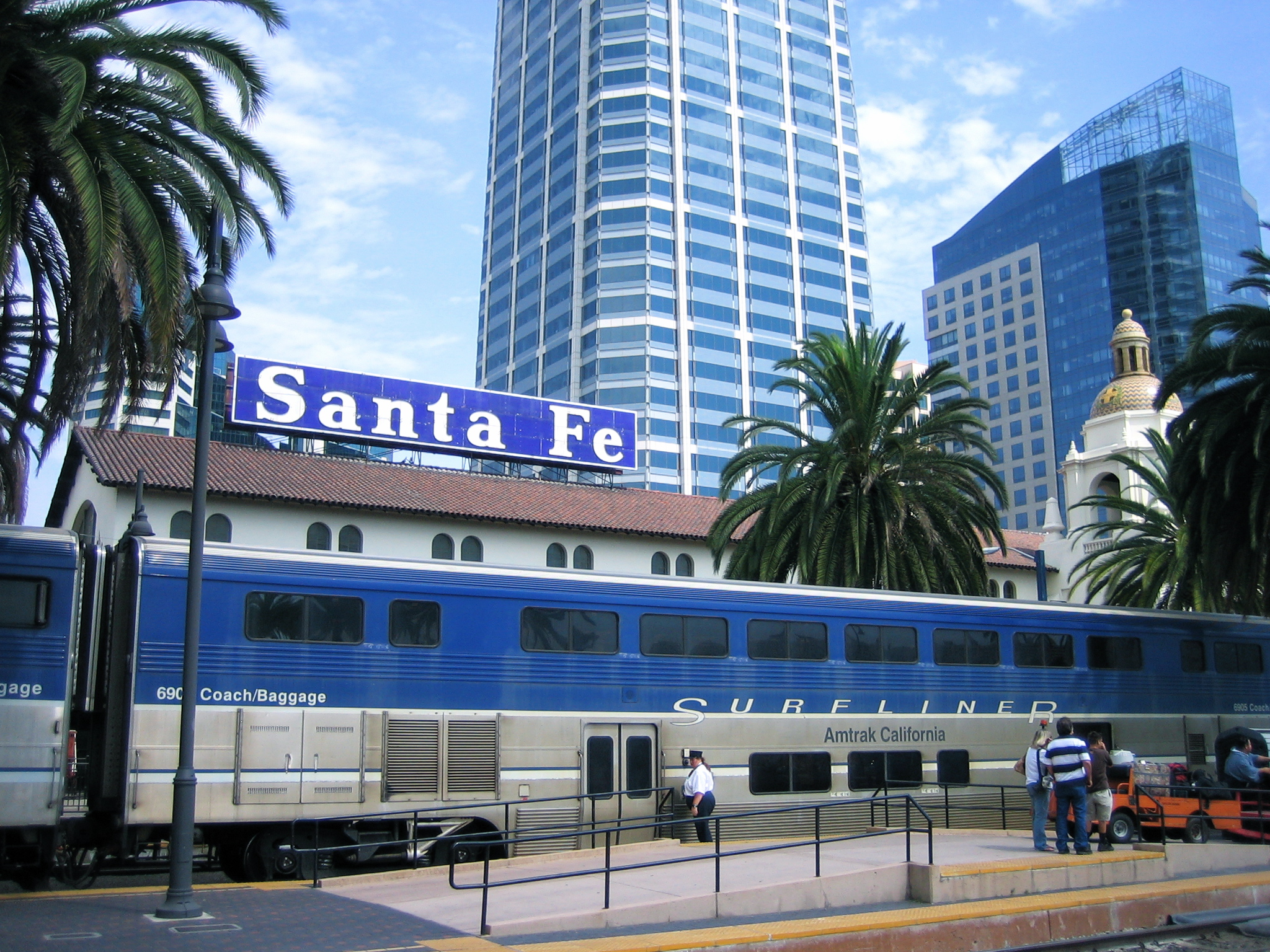
パシフィック・サーフライナー
サンディエゴにて 2006年

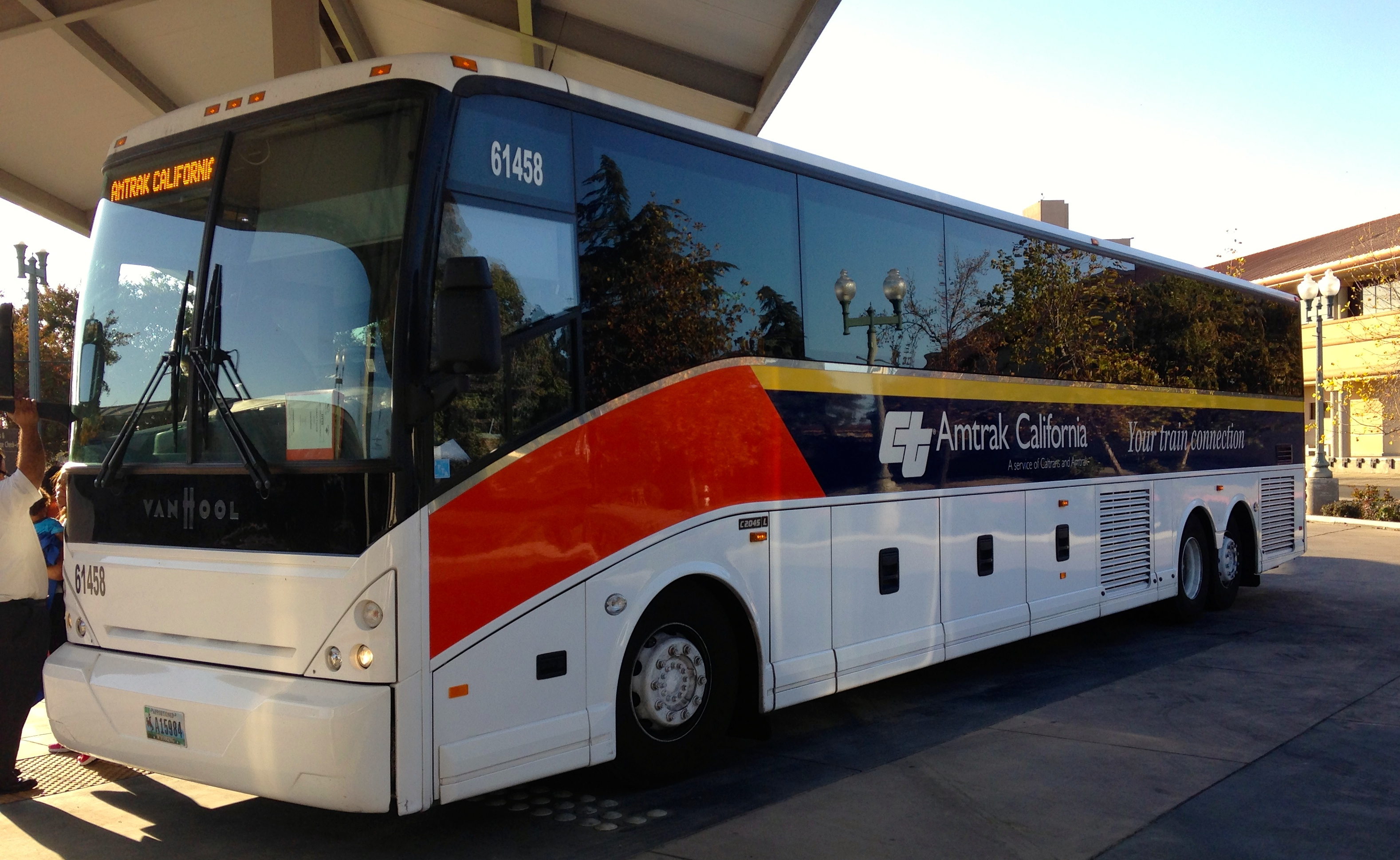
ベーカーズフィールドに停車中の連絡バス

キャピトル・コリドーとサン・ホアキンの機関車と客車およびバスは"カリフォルニア・カラー"と呼ばれる青、黄色、オレンジ色を使った他の路線よりも目立つ塗装になっていて、大きく書かれた"Amtrak California"の文字とともにアムトラック・カリフォルニアのブランドを訴えている。
パシフィック・サーフライナーの車両は青と銀色を使ったこの路線独自の塗り分けになっている。

### ロゴ
機関車の前面をはじめとして各所に使われるロゴは以前はオレンジ色の矢印3個と黄色の矢印1個を組み合わせたアムトラック・カリフォルニア独自のものであったが、2011年から青緑色の"c"と青色の"t"を組み合わせたCaltransのロゴに変わった。